# كنيسة المخلص (بيريستوف)
كنيسة المخلص في بيريستوف (بالإنجليزية: Church of the Saviour at Berestove، بالأوكرانية: Церква Спаса на Берестові) هي كنيسة تقع مباشرة شمال دير كييف بيشيرسك لافرا، في منطقة بيريستوف. رغم أن كنيسة المخلص تقع خارج تحصينات بيشيرسك لافرا، إلا أنها تعد جزءا من مجمع لافرا وموقع التراث العالمي المرتبط به.

## التاريخ
تضررت الكنيسة في 1240 عندما نهب باتو خان كييف، ومرة أخرى في 1482، انهارت جدران الكنيسة وظلت خرابًا حتى القرن السابع عشر. قام المطران بيترو موهيلا بترميم الكنيسة علي طراز الباروك الأوكراني. كانت الكنيسة الجديدة قيد الإنشاء في الفترة ما بين 1640 و1642. تم تجديد الجزء الداخلي في عامي 1751-1752 ومرة أخرى في عامي 1813-1814.
في 1909، تم استدعاء الأكاديمي بوكريشكين؛ لإعادة الكنيسة إلى مظهرها الذي يعود إلى العصور الوسطى. استمرت أعمال الترميم التي قام بها بوكريشكين لمدة خمس سنوات، لكنها لم تسفر عن أي تغييرات جوهرية.
في أوائل سبعينيات القرن العشرين، تم اكتشاف جزء من لوحة جدارية في الكنيسة. تعود اللوحة الجدارية إلى القرن الثاني عشر، وتصور يسوع وهو يمشي على الماء باتجاه قارب. منذ استقلال أوكرانيا بعد سقوط الاتحاد السوفيتي، أصبحت الكنيسة جزءًا من محمية كييف بيشيرسك لافرا التاريخية والثقافية وتعمل في المقام الأول كمتحف، وتقام فيها الخدمات الكنسية الأسبوعية أيام الأحد.

### بحث 2002-2004
في 2001، منح معهد جيتي للحفاظ على العمارة منحة لمشروع ترميم كنيسة المخلص في بيرستوف؛ للمساعدة في الحفاظ عليها كمعلم ذي أهمية عالمية. في عامي 2002 و2003، كجزء من برنامج منحة مؤسسة جيتي، تم إجراء أبحاث علمية وترميمية في الكنيسة.

### ترميم 2017-2019
في 2017، بدأت أعمال ترميم في كنيسة المخلص في بيريستوف. شمل المشروع ترميم الكنيسة من الداخل والمنطقة المحيطة بها. تم الحفاظ على جميع الأجزاء الأصلية للمعلم. تم تخصيص 50 مليون هريفنيا لهذا المشروع. استغرقت أعمال الترميم عامين وتم الانتهاء منها بنجاح في 2019.